# 나나야마촌
나나야마촌(일본어: 七山村)은 일본 사가현 북부에 있던 촌이며, 히가시마쓰우라군에 속했다. 1889년에 정촌제가 시행된 이후, 2006년에 가라쓰시에 편입까지 존재했다.

## 지리
사가 현의 북부에 위치한다. 세후리 산지 계열에 속하며, 정역의 대부분은 산림이다.

## 역사
- 1889년 4월 1일 - 정촌제 시행에 의해 시라키촌, 후지카와촌, 마가와촌, 아라카와촌, 이케하라촌, 기우라촌, 다키가와촌, 니베촌이 합병해 나나야마촌이 성립하였다.
- 2004년 3월 - 합병 의안 부결로 합병 법정 협의회에서 이탈하였다.
- 2006년 1월 1일 - 사가시에 편입되어, 주소지는 히가시마쓰우라군 나나야마촌에서 가라쓰시 나나야마가 되었다.

## 촌정

### 합병을 둘러싼 여러 문제
이른바 헤세의 대합병 정책에 수반해 나나야마촌은 가라쓰시와 히가시마쓰우라군의 요부코정, 진세이정, 히젠정, 기타바타촌, 아이치정, 하마타마정, 이쓰쿠키정, 겐카이정의 1시 9정 마을에서 2002년 7월에 합병 법정 협의회를 설치되었다. CCC가 2003년 6월 법정협을 이탈한 이후 1시 8정촌에서 합병 협의를 하고 있었으나 나나야마촌은 2004년 3월 마을의회에서 합병안을 부결하고 법정협을 이탈하였다.이쓰쿠기정에서도 합병문제특별위원회에서 합병안이 부결되었으나, 이후 주민투표에서 합병이 찬성 다수를 차지하여 법정협을 이탈하지 않았다.
법정협을 이탈한 후 2004년 5월 칠산마을 주민들이 합병안 부결에 불복한 마을의회의 리콜(해산) 청구가 이루어졌고, 주민투표 결과 리콜이 성립되어 마을의회가 해산[2].같은 해 11월에는 합병에 대한 명확한 태도를 보이지 않는 오카모토 켄이치 촌장에 대해 리콜 청구가 이루어져 주민투표 결과 리콜이 성립되어 촌장이 실직하게 되었다. 2005년 2월에 행해진 촌장 선거에서 전직 오카모토씨와 합병 추진파의 신인 에구치 토시야스씨가 일대일 대결로 싸워 에구치씨가 당선되었다.
|      | 표수 |
| ---- | ---- |
| 찬성 | 974  |
| 934  |      |
| 기권 | 37   |

（당일 유권자수 2152명 투표율 90.38%）

## 교통

### 도로
- 국도 323호선

1. ↑  七山村[깨진 링크(과거 내용 찾기)] - 佐賀新聞 2005年01月24日掲載 2016年9月20日閲覧